# Саванна (река)
Саванна (англ. Savannah River) — река в США, протекает по штатам Джорджия и Южная Каролина. Длина реки — 505 км.
Саванна вытекает из водохранилища Хартуэлл, ранее начиналась от слияния рек Тугалу и Сенека. Далее Саванна протекает практически строго на юго-восток, где впадает в Атлантический океан.
На всём своём протяжении река является границей штатов Джорджия и Южная Каролина.
Крупнейшие города на реке — Саванна и Огаста, в Южной Каролине — Андерсон и Норт-Огаста.

## Галерея

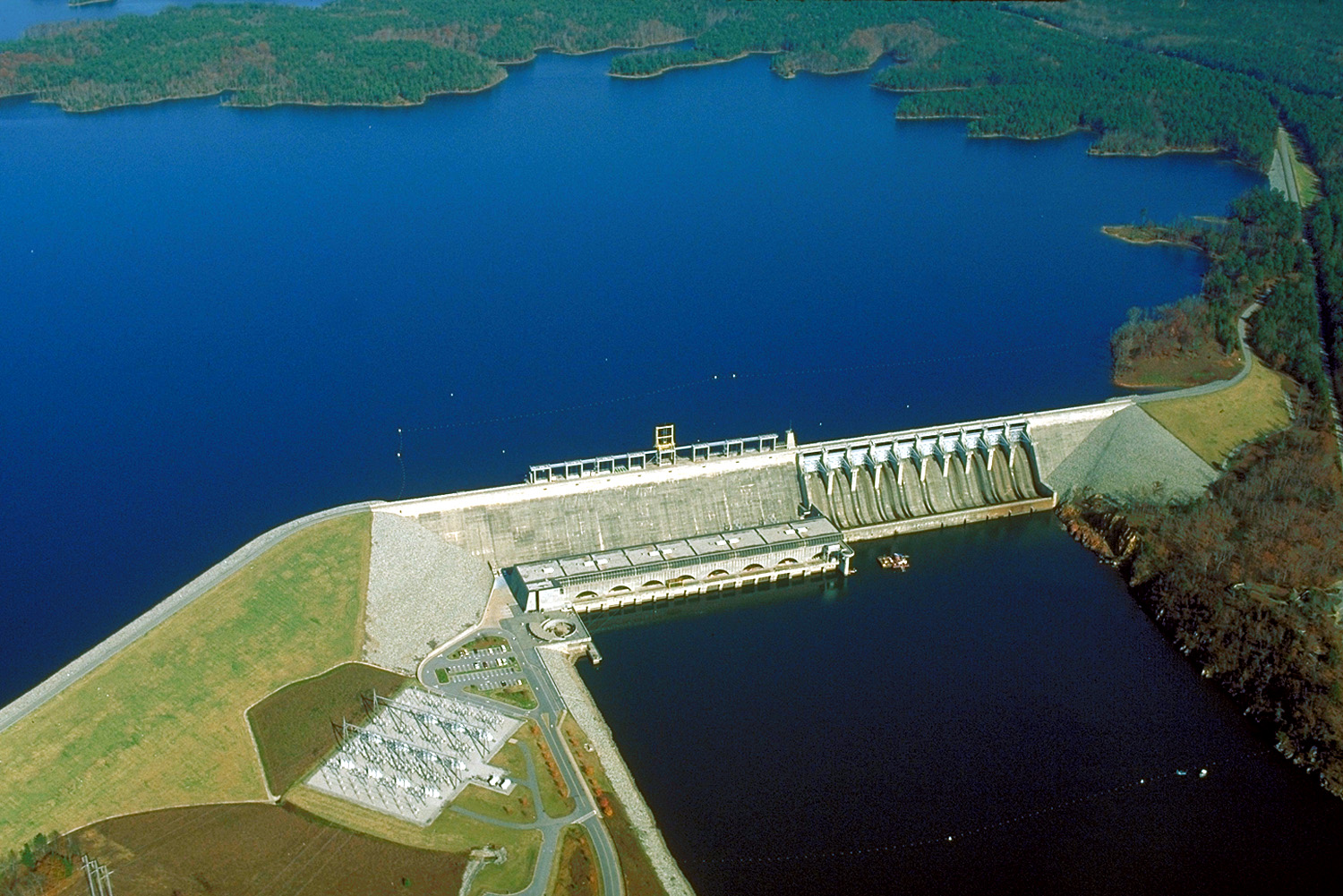
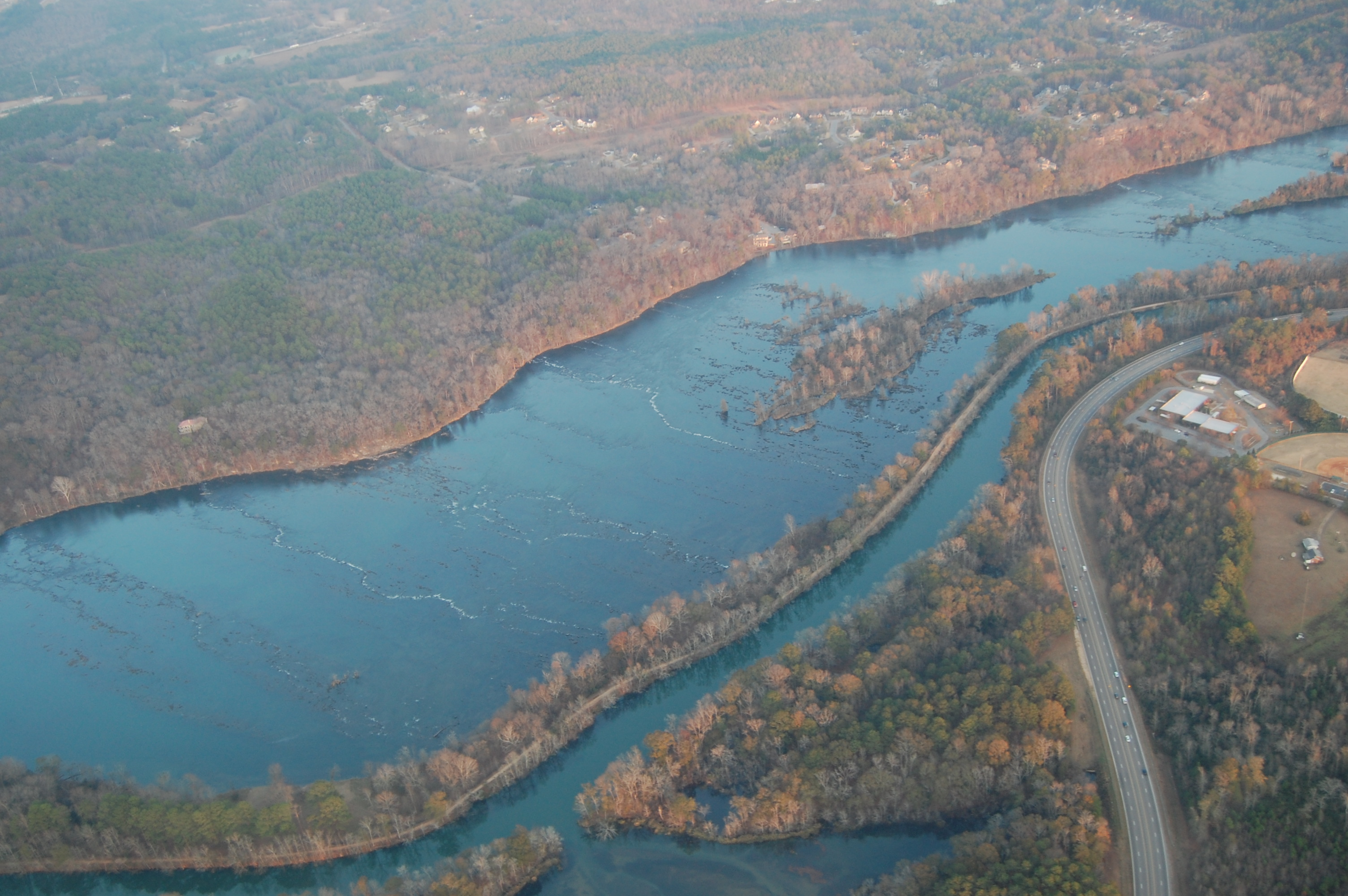
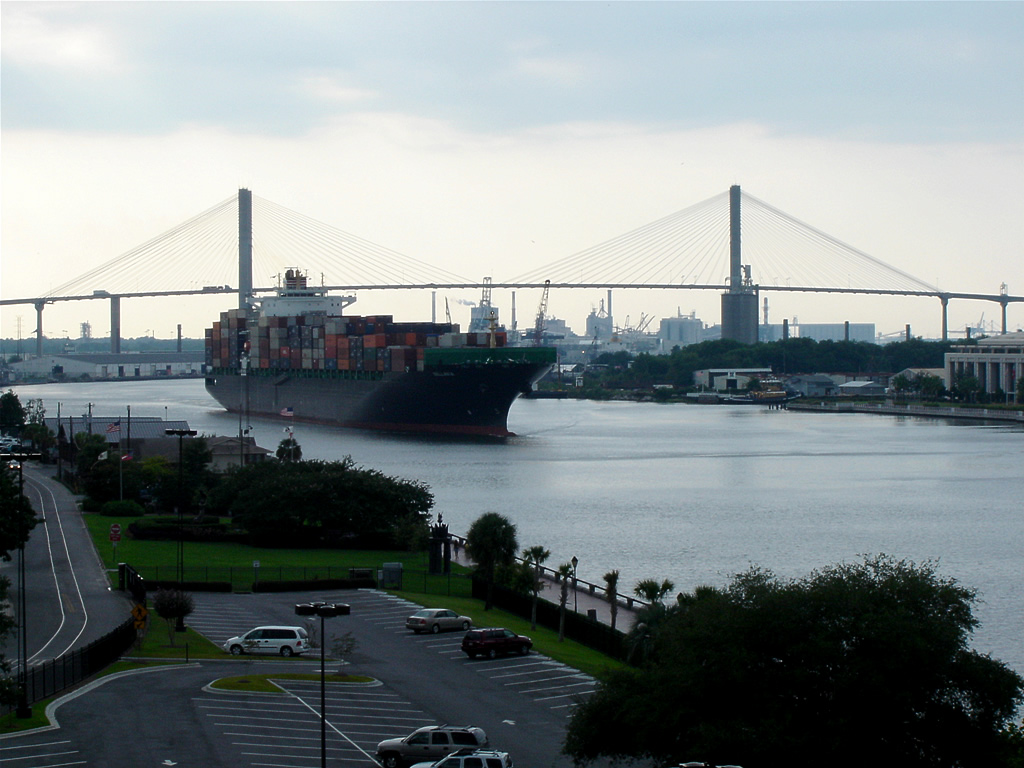
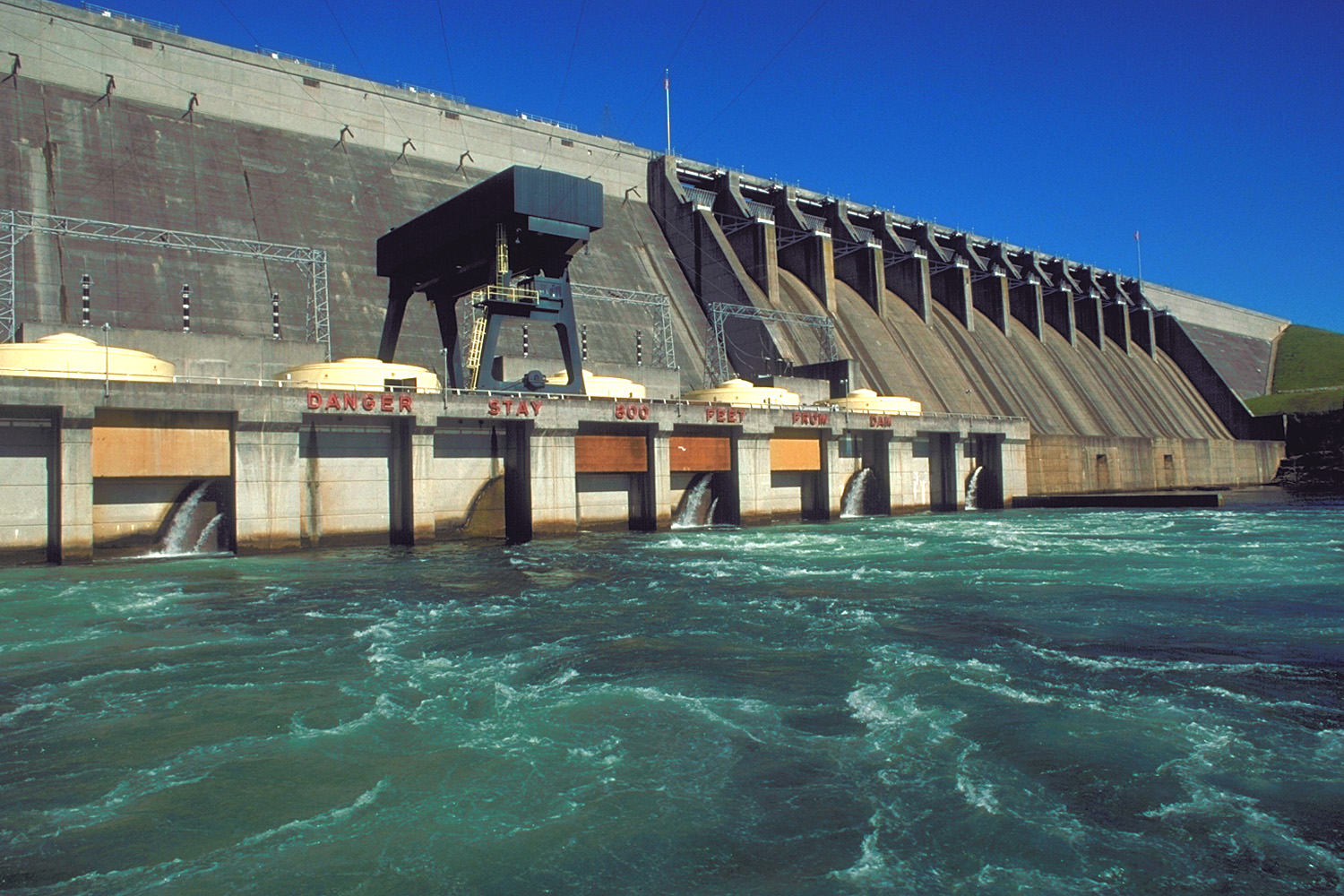